# Fort bij Herwijnen
Fort bij de Nieuwe Steeg, ook wel Fort bij Herwijnen bij Herwijnen in de Nederlandse provincie Gelderland is onderdeel van de Nieuwe Hollandse Waterlinie. Het werd gebouwd in 1878 aan de oostkant van Fort Asperen, ten zuiden van rivier de Linge. Het fort moest een stuk niet te inunderen land beschermen dat tegen de binnenzijde van de Lingedijk lag. Een andere taak was het ondersteunen van het Fort Asperen en de nabijgelegen wapenplaats. 

## Gebouwen
Het trapeziumvormige fortterrein is 9 hectare groot, met 7 bomvrije gebouwen en heeft op elke punt een bastion.
Doordat het fort mogelijk van meerdere kanten belegerd kon worden werden twee bomvrije gebouwen gebouwd met de voorgevel naar elkaar toe geplaatst. Tussen deze gebouwen is een ruimte opengelaten van ongeveer vier meter. Door de geringe afstand maakten vijandelijke granaten weinig kans om de kazerne op deze zwakke plek te raken. De gebouwen zijn aan de oostzijde met elkaar verbonden. Vanuit de kazerne is het mogelijk om ondergronds in de aangrenzende gebouwen te komen. In het ene gebouw lag in de kelders munitie opgeslagen. Dit kon door een lift naar boven worden gebracht. Het andere gebouw was bedoeld voor het geschut. Dit gebouw A2 kon via een lange gebogen poterne worden bereikt. Op het terrein staan ook artillerieloods, wachtgebouwtje, een kazemat en groepsschuilplaatsen. De oorspronkelijke hoge wallen zijn later geëgaliseerd. Dat de remises diep lijken te liggen komt doordat het fortterrein zo hoog ligt. Om het fortterrein ligt een natte gracht, met aan de zuidkant een ijzeren brug met houten planken.

## GeoFort
Het fort was tot 1963 in gebruik bij het ministerie van Defensie. In 2011 vond een grote renovatie plaats. Eigenaar Staatsbosbeheer en de exploitant GeoFort bieden sinds 2012 gezamenlijke activiteiten aan op het raakvlak van natuur, cartografie en navigatie. Fort bij de Nieuwe Steeg heet sindsdien GeoFort. Kinderen kunnen spelen in het 'intelligente' doolhof en de Vleermuisspeurtuin. Hier dient met behulp van echo de weg in het doolhof worden gevonden. Met GPS-opdrachten kan de omgeving worden verkend. 